# Исторически метод
Историческият метод с методологията на историческата наука е най-съществената специална историческа дисциплина, която определя предмета и обекта на историята, историографията и знанието, целта на познанието, детерминирайки научния метод на/за изследване и социалния статус на историческата наука, ведно с дисциплинарната ѝ структура, теорията на историческото познание (включително общите философски, гносеологически и епистемологически основи, принципи, направления, начини (видове) и методи на историческото познание).
Историческият метод се интересува, изучава, изследва спецификата на основните теоретико-методологически направления в историята и историографията, както и различните исторически научни школи. Методологията на историческата наука формира научно-познавателните предпоставки за изпълнението на конкретните исторически изследвания.
Към основните методи за исторически изследвания се отнасят:
- метода на периодизацията – виж историческа периодизация;
- историко-генетичния метод;
- историко-сравнителния метод;
- историко-типологичния метод;
- историко-систематичния метод.

## В науката
В науката въобще, с исторически метод се обозначава търсенето на знания за обекта или системата на изследване чрез изучаване и използване на неговата/нейната история.